# Kaweco

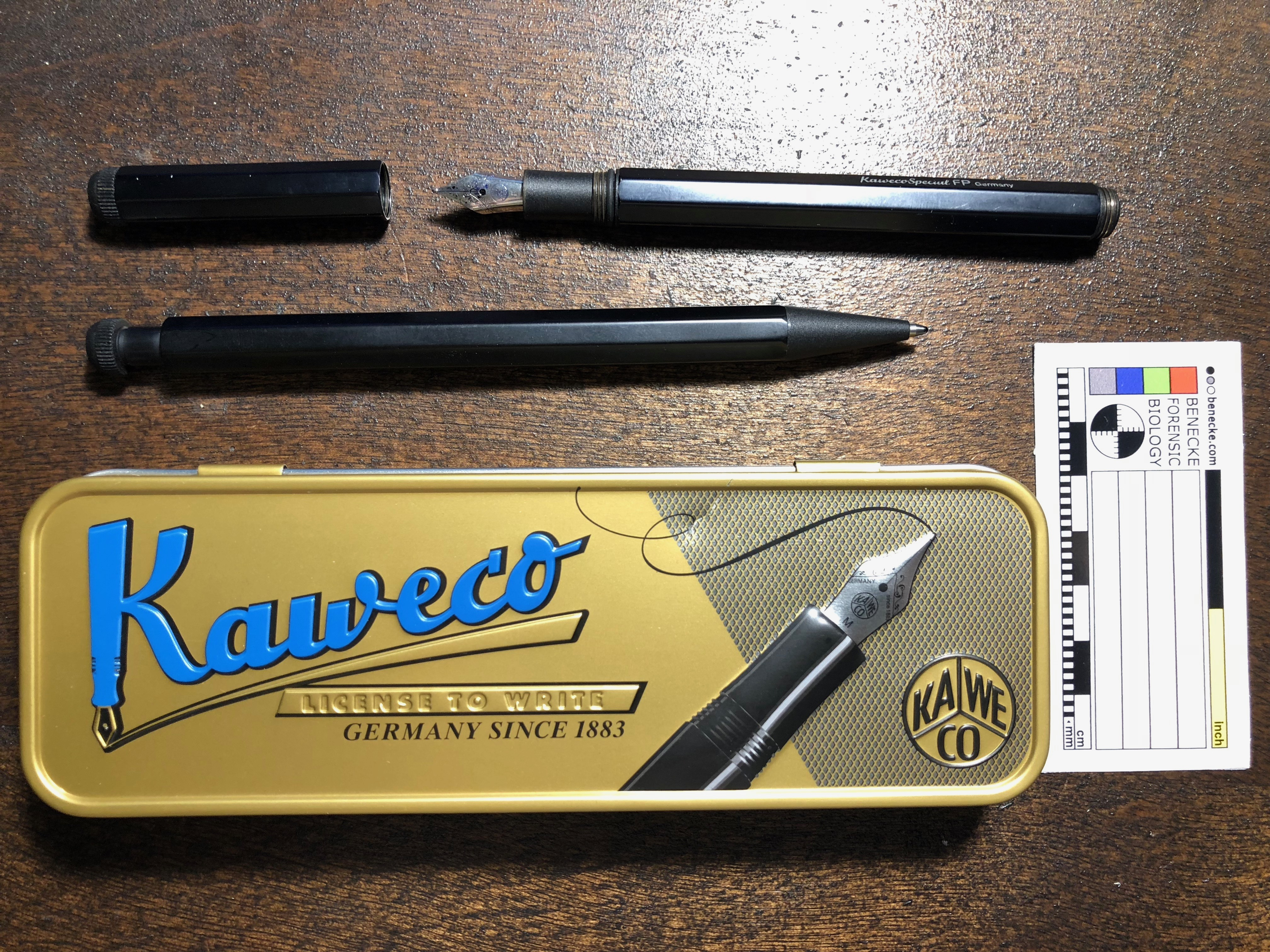
Kaweco pennen uit de serie 'Special' met een metalen etui

De KaWeCo - Federhalter-Fabrik Koch, Weber & Co was een fabriek van schrijfgerei in Heidelberg.

## Geschiedenis
Kaweco is voortgekomen uit de in 1883 opgerichte “Heidelberger Federhalterfabrik”. Daarvan uitgaande richtten de kooplieden Heinrich Koch en Rudolph Weber tegen het einde van de eeuw de „Heidelberger Federhalter-Fabrik Koch, Weber & Co.“ op, waardoor Heidelberg later het centrum van de Duitse vulpenindustrie zou worden. De productie begon met de vulpenmerken Kaweco en Perkeo; de daarvoor vereiste veren werden aanvankelijk nog door Morton in Amerika geleverd.
De vulpennen waren veiligheidspennen, waarbij de veer uit de schacht werd gedraaid om te schrijven en na gebruik weer teruggedraaid. De firma Kaweco was waarschijnlijk de eerste Duitse producent van dit systeem. Behalve de vulpennen omvatte het programma een groot aantal pennen, vulpotloden, inkten, leren etuis en een van de eerste viltstiften en stylografische pennen.
Na de Eerste Wereldoorlog begon Kaweco met succes een eigen productie van gouden pennen op te bouwen om onafhankelijk te worden van de Amerikaanse markt. Door de inflatie van de jaren twintig kwam de onderneming, die inmiddels een naamloze vennootschap was geworden, in de problemen. Een in 1928 gepoogde sanering mislukte, omdat het bedrijf niet voldoende kapitaal kon aantrekken en in 1929 moest men het faillissement aanvragen, hoewel de orderportefeuille goed gevuld was en de onderneming 200 medewerkers in dienst had.
Het bedrijf werd in augustus 1929 door de "Badische Füllfederfabrik Worringen und Grube" in Wiesloch bij Heidelberg overgenomen. Waarschijnlijk als eerste Duitse fabrikant ging Kaweco over op productie door middel van spuitgieten. In het begin van de jaren dertig werden zo de eerste zuigervulpennen vervaardigd en onder de namen Dia, Elite, Kadett, Carat en Sport op de markt gebracht. In Duitsland leverde Kaweco aan speciaalzaken en de reclamegroothandel; via buitenlandse vertegenwoordigingen ook aan verschillende exportmarkten. Tijdens Wereldoorlog II kon de productie op kleinere schaal worden voortgezet.
In 1947 ging de productie weer volledig draaien. In 1950 bereikte de onderneming onder de leiding van Friedrich Grube en zijn zoons vooral door het onderhoud van de buitenlandse contacten bijna weer de grootte van vóór de oorlog met 230 medewerkers. In 1960 overleed Friedrich Grube op 63-jarige leeftijd. Zijn weduwe en zijn zoons zetten het bedrijf voort, konden echter de geleidelijke neergang niet tegenhouden. Het productenpalet werd volgens de heersende smaak stroomlijnvormig gemaakt, de veren waren gedeeltelijk aan het gezicht onttrokken. Het Sport-model zorgde in het middelste prijssegment voor het grootste gedeelte van de omzet. In 1970 zag het bedrijf zich genoodzaakt de productie te staken.
Een deel van de familie Grube kon namen, machines en octrooien overnemen en samen met enkele medewerkers begon men nogmaals met de productie. In 1972 werd ter gelegenheid van de Olympische Spelen in München de Sport met een speciale Olympia-munt voorgesteld. De laatste ontwikkeling, het Sport-model als patroonhouder, werd voor reclamedoeleinden onder meer aan de Duitse posterijen geleverd. In 1981 moest Kaweco definitief sluiten.
In 1995 slaagde h & m gutberlet GmbH erin de naamsrechten voor "Kaweco" te verwerven. Tegelijkertijd werd de productserie "Sport" in de stijl van de originelen uit de jaren dertig ontwikkeld. Als wereldwijde verkooppartner kon Diplomat worden gewonnen, die echter op haar beurt eind jaren negentig door Herlitz wird overgenomen. Sindsdien is h & m gutberlet GmbH bezig een verkoopnet op te bouwen.
"Kaweco" is inmiddels weer in Nederland, Duitsland, Oostenrijk, Spanje, Engeland, België/Luxemburg, Zweden, USA, Australië, Japan, Korea en Hong Kong/Macau verkrijgbaar. Nog meer landen zijn in voorbereiding.
De series "Kaweco Sport", "Kaweco Dia", "Kaweco Elite", "Kaweco Student" en "Kaweco Liliput", die op de lange "Kaweco" traditie aansluiten, werden met succes op de markten opgenomen.